# Santa Lucia (sang)
 For alternative betydninger, se Santa Lucia. (Se også artikler, som begynder med Santa Lucia)
"Santa Lucia" eller "Luciasangen" er en velkendt traditionel napolitansk vise. Den blev oversat af Teodoro Cottrau i 1849 som en barcarole, men komponisten er ukendt. Teodoro Cottrau oversatte teksten fra napolitansk til italiensk under det første stadie af risorgimento. Den oprindelige tekst hylder den smukke odde, Borgo Santa Lucia (en), i Napolibugten hvor en sejler inviterer til sejltur for at nyde aftenen.
"Santa Lucia" er indspillet af Enrico Caruso i 1916. Den er endvidere indspillet af Elvis Presley den 10. juli 1963 hos Radio Recorders i Hollywood til filmen Viva Las Vegas. Den blev udsendt på albummet Elvis for Everyone i juli 1965. Kurt Ravn har sunget den på dansk og italiensk. Andrea Bocelli har udgivet den på Youtube.
"Santa Lucia" er indlagt i den danske spillefilm Slap af, Frede! fra 1966.

## Teksten[4]
Sul mare luccica l’astro d’argento. 
Placida è l’onda; prospero è il vento. 
Venite all’agile Barchetta mia! 
Santa Lucia, Santa Lucia 

Con questo zeffiro così soave, 
oh! Com’è bello star sulla nave! 
Su passeggeri venite via! 
Santa Lucia, Santa Lucia.

O dolce Napoli, 
O suol beato, 
Ove sorridere, Dove il creato, 
Tu sei l’impero Del armonia, 
Santa Lucia, Santa Lucia! 

Or che tardate, 
bella è la sera. 
Spira un auretta fresca e leggera. 
Venite all’agile barchetta mia! 
Santa Lucia, Santa Lucia.

## Santa Lucia i Skandinavien
I Skandinavien har teksten fået en helt anden betydning i de oversatte – eller rettere ændrede – udgaver og bruges nu på Luciadag, den 13. december. Den mest benyttede danske version, "Nu bæres lyset frem", er skrevet af Alex Garff.